# Games for Windows – Live
Games for Windows – Live (GFWL) var en tjänst för onlinespel använd av datorspel släppta med märkningen Games for Windows. Tjänsten lanserades 2007 av Microsoft och lades ner 2014. Delar av tjänsten fortsatte fungera även efter nedläggningen.

## Historik
Det första spelet som använde Games for Windows – Live var Shadowrun  som släpptes till Windows Vista och Xbox 360 i maj 2007. . Det var även den första titeln att tillåta spelare på de två plattformarna att spela tillsammans via Live-nätverket.
I augusti 2013 meddelades det i en senare borttagen supportartikel för Age of Empires Online att Games for Windows – Live-tjänsten skulle läggas ner 1 juli 2014. Microsoft gjorde ett uttalande i juni 2014 där de förnekade att tjänsten skulle läggas ner.
Vissa utgivare meddelade att de skulle ta bort GFWL från deras spel efter den initiala supportartikeln publicerades. I de flesta fall skulle åtgärden komma att dröja eller utebli helt.
I januari 2020 blev det inte längre möjligt att köpa Grand Theft Auto IV via Steam. Utvecklaren Rockstar Games meddelade att då Microsoft lagt ner stödet för Games for Windows – Live så var det inte längre möjligt att skapa nya licensnycklar för att kunna fortsätta sälja den dåvarande utgåvan av spelet. I februari samma år meddelade Rockstar Games att en ny utgåva med titeln Grand Theft Auto IV: The Complete Edition skulle släppas den 19 mars 2020. Den utgåvan skulle ersätta den gamla och inte längre använda Games for Windows – Live. Spelets onlinefunktioner var borttagna då de var beroende av GFWL. Fallout 3 släpptes med GFWL till Microsoft Windows 2007 och kom att kräva tredjepartsmodifikationer och handpåläggning för att vara spelbart efter 2014. Det skulle dröja till 2021 innan Fallout 3: Game of the Year Edition fick en uppdatering som tog bort GFWL.